# 日本三大牛馬市
日本三大牛馬市（にほんさんだいぎゅうばいち）は、古くは平安時代に始まった牛馬市の中でも全国に名の知れ渡った「備後の『杭の牛市』」、「豊後の『浜の牛馬市』」、「伯耆の『大仙（山）の牛馬市』」の牛馬市を指す。鳥取の伯耆では豊後ではなく「福島県の『白河の馬市』」と備後、伯耆が三大牛馬市という説もある。様々な市や地名に関して様々な呼び名、説があるが釧路大楽毛（北海道）、久井（広島）、大山（鳥取）、豊後（大分）、白河（福島）が牛馬市で栄えていたことが分かる。諸説ある原因としては「牛馬市」か「馬市」の区分の違いが大きく関連している可能性が高い。

## 備後の「杭の牛馬市」
現在の広島県三原市久井町で行われていた牛馬市。平安時代に始まった牛馬の商いが大きくなり、1680年に日本三大牛馬市と称されるようになった。最盛期には1万7千頭の牛馬が集まった。しかし、農作業の機械化に押され1964年（昭和39年）に閉鎖された。久井町の「久井」は牛馬を繋ぎ留める「杭」が地面に無数に打たれていたことから「杭の庄」と呼ばれ、のちに現在の漢字になったと伝えられている。

## 豊後の「浜の牛馬市」
現在の大分県杵築市の若宮八幡社で行われていた市。地域によって呼び名が異なり「若宮の市」と呼ばれることもある。若宮八幡社は、天喜5年（1057年）3月に生地村岳に、承安3年（1173年）9月に中村に奉遷。このときに京都大納言藤原伊通より豊後国司藤原頼輔監督の下で七日の市を許され、これが牛馬市の基礎となった。勅許を得た市は九州でも珍しく、この牛馬市が日本三大牛馬市に数えられるまでになった。牛馬の需要が減った戦後も、1950年（昭和25年）頃には約2千頭、昭和30年代には数百頭の牛馬が出されていた。

## 伯耆の「大山の牛馬市」
現在の鳥取県西伯郡大山町で行われていた市。地方によって呼び名が異なるが鳥取では「大山博労座]（だいせんばくろうざ）が正式な市の名称。享保11年（1726年）に博労座に牛馬市が置かれ、1884年（明治17年）には博労座牛馬市の取引は12000頭にのぼり、1937年（昭和12年）に廃止された。